# Велиев, Сейран Сулейман оглы
Сейран Сулейман оглу Велиев (16 декабря 1950, Бодайбо, Иркутская область — 1 августа 2013, Баку) — азербайджанский ученый. Доктор географических наук, главный научный сотрудник и член диссертационного совета Института географии имени Г. Алиева Национальной академии наук Азербайджана, член Союза писателей. Специализировался на географии, палеогеографии и истории.

## Биография
Сейран Велиев родился 16 декабря 1950 года в городе Бодайбо Иркутской области России в семье азербайджанского писателя Сулеймана Велиева, отбывавшего на тот момент свою ссылку в Сибири. В последующем, в 1954 году семья переехала в Иркутск, а в 1955 году в Москву. В конце 1955 года С. Велиев с семьей вернулся в Баку.
Начальное образование получил в школе № 26. Проучившись восьмилетку, в 1966 году перешел в школу № 189 в класс программирования. В школьный период интересовался программированием, фотографией, плаванием. В 1967 году начал публиковать статьи в газетах «Молодежь Азербайджана» и «Баку». По окончании школы, в 1968 году, поступил в Азербайджанский Государственный Университет (ныне Бакинский Государственный университет) на геолого-географический факультет. Во время практики посетил многие регионы, как Азербайджана, так и СССР. Принимал участие на научно-студенческих конференциях. Окончил АГУ в 1973 году, защитив дипломную на тему «История изучения географии Азербайджана в древние и средние века (с древнейших времен до XVII века)».
В сентябре того же года поступил на работу в отдел палеогеографии Института географии, инженером (работа в Институте географии прерывалась на небольшой период, 1979—1983 годы, когда он перешёл в научный центр «Геофизика» в Институте геологии). Был направлен в Москву на стажировку в Институт географии Академии наук СССР. Одновременно начал интересоваться историей Каспийского моря, Баку и Азербайджана, опубликовал первую статью на эту тему «Первые упоминания» в газете «Баку», которая была посвящена первым упоминаниям Азербайджана в древних источниках. В следующие несколько лет активно публиковал статьи на тему античных и других древних источников об Азербайджане и изменения уровня Каспия. Публиковался в газетах «Баку», журналах «Литературный Азербайджан», «Улдуз», «Elm və həyat».
В 1975 году приступил к работе над темой кандидатской диссертации «Голоцен Азербайджана», которую защитил в 1987 году. Непосредственно специализироваться на истории Баку и его памятников начал с 1981 года. В это время довольно много путешествовал и изучал Каспий, собирал материалы для будущей книги. Создав секцию археологии и истории при Бакинском отделе Азербайджанского общества охраны памятников истории и культуры, совместно с рядом ученых стали посещать бакинские селения, в поисках памятников, а также определения их современного состояния. В 1982 году принимал участие в раскопках Бакинской археологической экспедиции и начал регулярно печататься в газете «Баку». Одновременно заинтересовался темой об Урарту и написал первую научную статью, опубликованную в Известиях АН Азербайджана, получившую отзыв Г. А. Меликишвили. Параллельно с этим работал по своей специальности (палеогеограф) и публиковал статьи в Известиях АН, а также в материалах конференций.
Итогом деятельности в Бакинской археологической экспедиции, изучения истории Баку и Азербайджана стало издание книги «Древний, древний Азербайджан» в июне 1983 года, тиражом в 4 тысячи экземпляров. Интерес к памятникам Азербайджана привёл к участию в телевизионной программе «Наследие» Г. Гошгарлы (1984—1987). Наряду с этим в 1985 году совместно со знакомыми учеными и друзьями создал клуб «Гудси», посвящённый истории Азербайджана и его памятникам. Клуб несколько лет подряд организовывал в Амираджанах и Губе «День Бакиханова». Наряду с этим в рамках клуба «Гудси» были организованы поездки по различным памятникам Азербайджана и Баку, а также диспуты на проблемы истории Азербайджана и конференции по деятельности Бакиханова и истории страны.
В 80-е годы С. Велиев принимал участие в археологических экспедициях, как в Баку, так и в Шеки, Ярдымлы. В конце 80-х годов, в 1987 году книга «Древний, древний Азербайджан» была дополнена и издана тиражом в 20 тысяч экземпляров.
В следующие годы активно занимался деятельностью по охране памятников Баку и Азербайджана, в особенности в рамках общества по охране памятников. В 1988 году совместно с А.Эйвазовым он основал «Краеведческое общество Азербайджана». Был организован сбор подписей по поводу сноса исторического здания, расположенного по улице Фиолетова (ныне А. Ализаде). В 1989 году работал над фильмом «Башни Апшерона».
В сфере географии принимал активное участие на съездах Географического общества, всесоюзных совещаниях и конференциях, а также начал активно заниматься проблемами экологии, регулярно публиковался в ряде газет. Принимал участие на конференциях по проблемам Каспия, проводил различные мероприятия. Работал в ЭКОРЕС. Проводил кампанию против сноса домов возле «40 пилякян», встречался с ИВ Баку.
В 1994 году защитил докторскую диссертацию на тему «Палеогеография Восточного Закавказья и сопредельных областей в позднем плейстоцене и голоцене». В 1995 году книга «Древний древний Азербайджан» была переведена на азербайджанский и опубликована под названием «Qədimdən qədim Azərbaycan». Активно сотрудничал с телевидением «День», газетами, преподавал в 90-е годы в Институте политологии, БГУ, Социальном университете. Одновременно с экологическими проектами, работой с Институтом геологии, также обновил свою работу по уровню Каспия. Разработал и сделал доклад на данную тему в Институте. С 1997 года активно работал над темой возраста Азыхской пещеры.
В 2001 году совместно с фотографом Ф. Мамедовым принял участие в создании подарочного фотоальбома «Баку», где составил текст к более чем 200 фотографиям, отражавшим все важные памятники города Баку. Данный фотоальбом «Баку» имел немалый успех, получил многочисленные награды на международных книжных ярмарках. На сегодняшний день он является одним из тех фотоальбомов, которые находятся практически в каждом посольстве Азербайджана в разных государствах, наряду с другими важными книгами, его предоставляют гостям столицы.
Впоследствии занимался активной научной деятельностью в Институте географии имени Гасана Алиева Национальной академии наук Азербайджана, печатался в местных и иностранных научных изданиях. Последнее время активно работал над второй книгой об истории Баку и его памятников. Автор около 200 научных статей и публикаций, а также более 600 публицистических статей. Скончался 1 августа 2013 года.

## Основные научные достижения
1. Установил, что со времени становления Каспийского моря самостоятельным морским бассейном (в плиоцене и четвертичном периоде) в периоды формирования ярусов, подъярусов и горизонтов в нём происходили не трансгрессии, как принято было считать, а регрессии.
2. Выявил, что в эпоху раннего плиоцена (продуктивной толщи) Каспийское море состояло из 3 озер, а на Абшероне в одно из них (Южно-Каспийское озеро) впадала река Самур, а не Волга. В четвертичном периоде трансгрессии происходили во время межледниковых эпох, а регрессии — во время оледенений. В голоцене оптимум (температурный максимум) был в бореальном периоде (10—8 тыс. лет назад).
3. Определил также, что в историческое время максимумы похолодания повторяются каждые 500 лет. Тогда же отмечаются и максимальные уровни Каспийского моря. А в периоды между ними уровень Каспия 200—250 лет понижается, а также столько же лет повышается. Согласно его реконструкциям, последний максимум приходится на рубеж XVIII—XIX вв., после чего главным трендом уровня было его понижение с периодами его относительных повышений и стабилизации. Очередной минимум уровня Каспия ожидается в середине этого века[6].
4. Доказал, что Азыхскую пещерную стоянку человек заселил ещё 2 с лишним млн. лет назад, а не 1—1,5 млн лет назад[7], как считалось ранее.